# Busonia thai
Busonia thai är en insektsart som beskrevs av Maldonado-capriles 1977. Busonia thai ingår i släktet Busonia och familjen dvärgstritar. Inga underarter finns listade i Catalogue of Life.